# Souhvězdí Lodní zádě
Lodní záď je souhvězdí na jižní obloze. Toto souhvězdí je jednou ze tří částí lodi Argo (dalšími jsou Plachty a Lodní kýl), se kterou se podle legendy plavil Iáson za zlatým rounem. Na loď Argo se dříve hledělo jako na celek a teprve později byla rozdělena na tři samostatná souhvězdí. Lodní záď je jedinou částí lodi Argo, která je (byť pouze svojí severní oblastí) viditelná i ze střední Evropy.

## Významné hvězdy
| Hvězda | Jméno  | Hvězdná velikost |
| ------ | ------ | ---------------- |
| ζ Pup  | Naos   | 2,25m            |
| π Pup  | π Pup  | 2,71m            |
| ρ Pup  | Tureis | 2,83m            |

## Objekty v Messierově katalogu
- M 46 – otevřená hvězdokupa
- M 47 – otevřená hvězdokupa
- M 93 – otevřená hvězdokupa